# Dianthus rudbaricus
Dianthus rudbaricus är en nejlikväxtart som beskrevs av Mostafa Assadi. Dianthus rudbaricus ingår i släktet nejlikor, och familjen nejlikväxter. Inga underarter finns listade i Catalogue of Life.